# Kyōmi Sumi
Kyōmi Sumi (鷲見京美?, Sumi Kyomi; Chiba, 30 luglio 1965) è un'ex cestista giapponese.

## Carriera
Con il Giappone ha disputato i Campionati mondiali del 1990.